# タカネトウウチソウ
タカネトウウチソウ（高嶺唐打草、学名：Sanguisorba stipulata ）はバラ科ワレモコウ属の多年草。

## 特徴
多年草で全体にほとんど毛はない。地下の根茎は肥厚し横にはう。根出葉は束生し、長い葉柄があり、その先に5-6対の小葉をもった奇数羽状複葉がつく。小葉柄は長さ5-15mmあり、小葉は長さ1.5-6cm、幅1-4cmになる卵円形から長楕円形で、先端は円頭になり、基部は心形から円形になり、縁に鋭い鋸歯があり、裏面は粉白色になる。茎は高さ40-80cmになり、茎につく葉は小さく、互生する。
花期は8-9月。穂状花序は茎先、分枝した枝先に1個ずつつく。花は緑色を帯びた白色で、花穂は先が細い円柱形で長さ3-8cmになり、直立する。花穂には花を密につけ、花穂の基部から上部にかけて開花していく。花に花弁はなく、花弁状の萼裂片が4個ある。雄蕊は4個あり、長さ7-8mm、萼裂片の長さの3-5倍になり、花外に突き出る。花糸の上部はやや幅が広く、花後には脱落する。子房は下位で萼筒に包まれ、1個の胚珠があり、小型の柱頭はふさ状になる。果実は痩果で、やや革質になる。

## 分布と生育環境
日本では、北海道、本州の関東地方・中部地方に分布し、高山帯の草地に生育する。シロバナトウウチソウが分布する東北地方には分布しない。国外では、朝鮮半島北部、樺太、北アメリカ大陸西部に分布する。

## ギャラリー
- 花は緑色を帯びた白色。
- 花は花穂の基部から咲き始める。

## 下位分類
- ケトウウチソウ Sanguisorba stipulata Raf. var. pilosa (H.Hara) H.Hara - 萼筒に細毛があるもの。大雪山、岩手山、至仏山に知られる[2]。
- リシリトウウチソウ Sanguisorba stipulata Raf. var. riishirensis (Makino) H.Hara - 茎や葉軸に褐色の縮毛があり、萼筒に細毛が密生する。北海道の礼文島、利尻島、夕張山地、大雪山系のほか、東北アジアに分布する[2]。準絶滅危惧（NT）（環境省レッドリスト）